# Kings Point (Montana)
Kings Point es un lugar designado por el censo ubicado en el condado de Lake en el estado estadounidense de Montana. En el Censo de 2010 tenía una población de 151 habitantes y una densidad poblacional de 43,09 personas por km².

## Geografía
Kings Point se encuentra ubicado en las coordenadas 47°45′57″N 114°9′12″O / 47.76583, -114.15333. Según la Oficina del Censo de los Estados Unidos, Kings Point tiene una superficie total de 3.5 km², de la cual 3.5 km² corresponden a tierra firme y (0%) 0 km² es agua.

## Demografía
Según el censo de 2010, había 151 personas residiendo en Kings Point. La densidad de población era de 43,09 hab./km². De los 151 habitantes, Kings Point estaba compuesto por el 75.5% blancos, el 0% eran afroamericanos, el 4.64% eran amerindios, el 0% eran asiáticos, el 0.66% eran isleños del Pacífico, el 3.31% eran de otras razas y el 15.89% pertenecían a dos o más razas. Del total de la población el 5.96% eran hispanos o latinos de cualquier raza.